# Sara De Blue
Pour les articles homonymes, voir De Blue.
 (septembre 2018).
Si vous disposez d'ouvrages ou d'articles de référence ou si vous connaissez des sites web de qualité traitant du thème abordé ici, merci de compléter l'article en donnant les références utiles à sa vérifiabilité et en les liant à la section « Notes et références ».
 (décembre 2019).
Sara De Blue (née le 20 mai 1990 à Mittersill sous le nom de Sara Koell) est une chanteuse et compositrice autrichienne.

## Biographie

### Éducation
Sara De Blue étudie la musique et l'anglais au lycée pédagogique du Tyrol. Elle poursuit ses études dans le chant jazz et a joué au conservatoire du Tyrol à Innsbruck.
Elle obtient son baccalauréat en chant jazz et en pédagogie de musique élémentaire à l'Université de Bruckner de Linz.

### Carrière
À l'âge de 13 ans, Sara de Blue commence sa carrière en chantant dans des groupes et en remportant des compétitions comme Spark 7 et Red Bull « Dolomitenmania ». Elle est également membre de la « New Comer Band Sunrise16 » de Ö3 Airplay[Quoi ?].
Elle collabore, durant sa carrière, avec de nombreux artistes tels que Robert Palfrader (de) et Nadine Beiler.
Elle est la gagnante du Youtube - Voting autrichien lors de l'émission The Voice en 2011.
Elle est la première autrichienne à chanter le « nouvel » hymne national aux premiers Jeux olympiques de la jeunesse d'hiver de 2012 à Innsbruck.
Elle est la première tyrolienne à atteindre le Top 40 de The Voice of Germany, en 2014.
Entre 2014 et 2016, elle chante également une chanson d'Andreas Gabalier durant l'ouverture du Kitzbühel Musikfestival et est la seule autrichienne atteignant le dernier tour du Showdown[Quoi ?] avant les concerts finaux.
Début 2016, elle est candidate au Concours Eurovision de la chanson avec la chanson Closer To The Sun, en duo avec Phillip Van Het Velt. Deux ans plus tard, Sara de Blue participe à 1in360 avec la chanson Out of the Twilight qui se qualifie pour le Concours Eurovision de la chanson 2018 et termine deuxième.
Elle est la voix de la publicité ING DiBa, avec Live to live, pour la télévision allemande.
Au printemps 2016, elle chante la chanson officielle de « Bob und Skelleton-WM (de) », Catch The Fire, ouvre la cérémonie à Innsbruck et Igls[pas clair].

## Discographie

### Sara Koell

#### EP
- 2010 : See You Again

#### Singles
- 2010 : Walking On Water
- 2012 : Can't Stop
- 2012 : Shining Stars
- 2015 : Imaginarium (feat. Sunrise16 et Nadine Beiler)
- 2015 : Moonlight Serenade (feat. Sunrise16)
- 2015 : I Choose Love (feat. Sunrise16)
- 2016 : Energy

### SKP

#### Album
- 2014: N.I.M.B.Y.

#### Singles
- 2014 : Peace

### Sara De Blue

#### Singles
- 2016 : Closer to the Sun
- 2018 : Out of the Twilight